# Togkollisionen i Wenzhou
Togkollisionen i Wenzhou skete den 23. juli 2011, hvor to højhastighedstog kolliderede i Shuangyu nær byen Wenzhou i provinsen Zhejiang i Kina. 39 mennesker døde og 192 blev kvæstet heraf 12 alvorligt.

## Ulykken
Cirka klokken 20.00 mistede et tog af typen CRH1 strøm pga lynnedslag og stod stille på en viadukt 20 meter over jorden. Kort tid efter kom et tog af typen CRH2 og kørte ind i det første tog hvorved de fire første togvogne i det kørende tog blev afsporet og faldt ned fra viadukten.

## Følger
Timer efter at søgning efter overlevende blev stoppet og man havde begyndt at skære de ødelagte togvogne i stykke blev en 2-årig pige fundet i live i vragdelene. Mindre end en dag efter ulykken blev vogntogene lavet til mindre stykker af gravemaskiner og begravet i et hul i nærheden. Officielt fordi togene indeholdte fortrolig teknologi der kunne blive stjålet. Pårørende var oprørte over hvad de opfattede som utilstrækkelig efterforskning af årsagen til ulykken.
28°00′42″N 120°35′22″Ø / 28.0117°N 120.5894°Ø